# Ausência congênita dos ductos deferentes
A ausência congênita dos vasos deferentes (CAVD, do inglês congenital absence of vas deferens) é uma condição na qual os ductos deferentes não se formam adequadamente, durante a vida embrionária. Pode ser unilateral (CUAVD) ou bilateral (CBAVD).

## Sinais e sintomas
Os ductos deferentes conectam os testículos (que produzem esperma) ao pénis. Assim, indivíduos que não possuem nenhum ducto deferente normal são capazes de produzir esperma, mas não de transportá-lo. O seu sémen não possui esperma, uma condição conhecida por azoospermia. A ausência unilateral de um ducto deferente pode não levar a anormalidades na análise seminal.
Não é comum a palpação dos vasos deferentes durante um exame físico de rotina, então a sua ausência pode passar despercebida. Além disso, é comum serem causadas lesões ao canal deferente durante cirurgias. Os vasos deferentes podem estar ausentes em um ou ambos os lados, completa ou parcialmente. Quando apenas uma parte do canal deferente está ausente, pode não conseguir estabelecer comunicação com o epidídimo.

## Causas
Existem duas causas principais de CAVD. A primeira (mais comum) está associada à fibrose cística e ocorre devido a uma mutação no gene CFTR. A segunda (estima-se que afete entre 10 e 40% dos indivíduos com CAVD) está associada à agenesia renal unilateral (URA). O espectro de mutações do CFTR na primeira causa difere daquele observado na fibrose cística clássica, com variantes missense ou de splicing mais leves presentes em pelo menos um dos cromossomas. A base genética da segunda causa ainda não é bem compreendida. Em indivíduos com CBAVD e URA, foi demonstrado que a mutação CFTR ocorre a uma taxa apenas ligeiramente superior à da população geral, pelo que foi sugerido que outro gene pode ser responsável por esta condição.
Mutações do gene CFTR resultam em azoospermia obstrutiva em homens com fibrose cística. A CAVD é uma das características mais comuns da fibrose cística, uma vez que afeta 98-99% dos indivíduos com esta doença. Em comparação, sintomas respiratórios agudos ou persistentes estão presentes em apenas 51% de pacientes com fibrose cística.

## Diagnóstico
O diagnóstico de CAVD uni ou bilateral pode ser feito por ultrassonografia escrotal ou transretal, visto que pode estar associado a anormalidades visíveis ou agenesia do epidídimo, vesículas seminais ou rins.

## Tratamento
Indivíduos com CAVD podem ter filhos com o auxílio de tecnologias de reprodução assistida, nomeadamente a extração de espermatozoides por biopsia do testículo ou epidídimo, e consequente ICSI. No entanto, como o risco de fibrose cística e agenesia renal tende a ser mais elevado em crianças, é recomendado o aconselhamento genético.